# محمد عمران (بازیکن فوتبال)
محمد عمران (اردو: محمد عمران؛ زادهٔ ۱۵ نوامبر ۱۹۸۶) بازیکن فوتبال اهل پاکستان بود.
وی همچنین در تیم‌های ملی فوتبال زیر ۲۳ سال پاکستان و پاکستان بازی کرده است.